# Symfonie nr. 7 (Sjostakovitsj)
De zevende symfonie op.60 ‘Leningrad’ van Dmitri Sjostakovitsj werd op 27 december 1941 voltooid. Toentertijd genoot het werk een extreme populariteit en werd het een cultureel historisch monument als symbool van het verzet tegen het totalitaire naziregime en militarisme. Ook nu nog wordt het beschouwd als een groots muzikaal testament voor de 25.000.000 Sovjetburgers die gedurende de Grote Vaderlandse Oorlog (zoals in Rusland de Tweede Wereldoorlog heet, die bij hen duurde van 1941 tot 1945) hun leven lieten. De interpretatie en de ontstaansgeschiedenis van het werk worden nog steeds bestudeerd, bekritiseerd en gemanipuleerd.

## Compositie- en opvoeringsgeschiedenis
Sjostakovitsj begon de compositie van dit werk op 19 juli 1941, vóór het beleg van Leningrad (dat duurde van 8 september 1941 tot 27 januari 1944) en niet uitsluitend, zoals de mythevorming suggereert, gedurende het beleg. Dit blijkt uit het feit dat op 31 mei 1941, tijdens een bijeenkomst om over het seizoensprogramma 1941/2 van het Leningrad Philharmonisch Orkest te beslissen, besloten werd Sjostakovitsj nieuwe symfonie, de zevende, te programmeren in oktober 1941. De officiële redengeving van dat moment was dat de componist het voltooien van de zevende symfonie moest uitstellen om aan een opdracht van het Kirov Theater te voldoen. Dit betrof de orkestratie van Modest Moessorgski’s opera Boris Godoenov. Op 17 september 1941 sprak hij via Leningrad Radio de volgende woorden ‘Ik heb zonet de eerste twee delen van een grote symfonische compositie voltooid. Als het mij lukt deze te af te maken, als ik erin slaag een derde en een vierde deel toe te voegen, dan kan ik dit misschien mijn zevende symfonie noemen. Waarom vertel ik u dit? Omdat de luisteraars die nu naar mij luisteren weten dat het leven in onze stad normaal verloopt’. Een stukje opgelegde propagandapraat zonder weerga.
De opmars van de Duitsers vertraagde Sjostakovitsj compositietempo. Omdat de stad voor en gedurende het beleg zo gevaarlijk was, wilden de autoriteiten Sjostakovitsj en andere prominenten evacueren. Pas eind september 1941 stemde hij hierin toe. Op dat moment had hij drie delen van de symfonie voltooid. Het vierde deel kostte hem veel energie maar hij slaagde er uiteindelijk in om het op 27 december 1941 af te maken.
Sjostakovitsj werd eerst naar Moskou overgebracht en later naar Koejbysjev (vanaf 1991 Samara genoemd) waar hij de finale van het werk in december 1941 voltooide. Hij speelde het werk aan enkele vrienden voor en ook aan de dirigent die later de première zou leiden. Zij vonden dat de finale niet optimistisch genoeg was en dat Sjostakovitsj solisten en een koor moest toevoegen om die sfeer te bereiken. Hij legde dit – zoals altijd – terzijde als ‘waardevolle observaties’ waarna hij zijn eigen plan trok. Op 5 maart 1942 ging het werk in première in dezelfde stad. Het geëvacueerde orkest van het Bolsjojtheater van Moskou voerde het werk uit onder leiding van de dirigent Samoeil Samosoed. Sjostakovitsj had liever gehad dat het Leningrad Philharmonisch Orkest onder leiding van Jevgeni Mravinski de première zou verzorgen, maar hij zag gezien de omstandigheden ook wel in dat dat te veel gevraagd was. Hij had niet zo’n vertrouwen in Samosoed als dirigent voor symfonisch werk; hij vond hem meer geschikt als ballet- en operadirigent. Op 29 maart 1942 volgde de première in Moskou en op 9 augustus 1942 in het belegerde Leningrad (zie hieronder).
De eerste radio-uitzending van het werk in het Westen volgde op 29 juni 1942 door het London Symphony Orchestra o.l.v. Henry Wood. Voor de Amerikaanse première was in april 1942 een microfilm van de partituur vervaardigd die naar Teheran werd gevlogen, daarna per motor naar Caïro werd vervoerd en vandaar per vliegtuig naar de VS. De première in de Verenigde Staten was in New York op 19 juli 1942 door het NBC Symphony Orchestra onder leiding van Arturo Toscanini, die Sjostakovitsj een bandopname stuurde van deze uitvoering. De componist haatte deze interpretatie: ‘Toen ik het hoorde werd ik kwaad. Alles is er verkeerd aan. De geest, het karakter en de tempo’s. Het is een slecht en slordig hap-snapwerk’ (Volkov: Getuigenis, bladzijde 25). Sjostakovitsj reageerde zijn kwaadheid af in een brief aan Toscanini. Op 20 juli 1942 werd Sjostakovitsj op de cover van het Amerikaanse tijdschrift Time afgebeeld als brandwacht in Leningrad. Heroïsch en vastbesloten kijkt hij naar rechts; het is een tekening van de artiest Boris Artzybasheff.
Voor Sjostakovitsj was het niet gebruikelijk maar in dit geval leverde hij bij de compositie een gedetailleerde programmatische beschrijving: ‘Het eerste deel, een symfonisch allegro, krijgt zijn inspiratie van de maand augustus in Leningrad. De oorlog overvalt ons vredige leven. Onze mensen – arbeiders, denkers, artiesten – allen werden strijders. Gewone mannen en vrouwen werden helden. Het eerste deel van de symfonie heeft iets tragisch, er is een requiem in verwerkt. Het is vol van verdriet voor degenen die tijdens de gevechten de heldendood vonden. Wij zijn echter onoverwinnelijk in deze grote oorlog omdat onze zaak de enige juiste is. We weten dat Hitler uiteindelijk verslagen zal worden en zijn graf in de Russische aarde zal vinden. Daarom is de sfeer in het eerst deel over het algemeen vreugdevol en opgewekt. Ik componeerde het tweede en het derde deel – een scherzo en een adagio – op het moment dat de donkerste wolken boven ons land samenpakten, op het moment dat iedere stap terug van ons Rode Leger ons hart pijn deed. Maar de Sovjetburgers wisten dat zij onoverwinnelijk waren. Het scherzo en het adagio verklanken het vertrouwen in de aanstaande overwinning, rechtvaardigheid en geluk. Het vierde deel is in zeker zin een voortzetting van het eerste deel. De finale van de symfonie is ook een symfonisch allegro. Als we het eerste deel de titel ‘Oorlog’ geven is die van het vierde deel ‘Overwinning’. Het vierde deel begint met de strijd tussen leven en dood. Deze strijd loopt uit op een stralende overwinning. Het Vaderland overwint!’ Solomon Volkov (Russisch journalist en musicoloog, claimde in 1979 in zijn boek Getuigenis (Russisch: Свидетельство) de memoires van Sjostakovitsj te publiceren die Sj. hem zou hebben gedicteerd in 1971–’74; de authenticiteit van dit boek is echter nog steeds omstreden) maakt korte metten met deze tekst; ze zou in Sjostakovitsj mond zijn gelegd. In Getuigenis laat Sjostakovitsj optekenen dat de symfonie niet door de gebeurtenissen ín Leningrad zou zijn geïnspireerd maar door het lezen van de Psalm van David en in het bijzonder Psalm 94. Het werk is in die zin een requiem voor het vooroorlogse Leningrad, de stad waarin Sjostakovitsj geboren werd, die grotendeels door Stalin al verwoest was en welk werk Hitler af wenste te maken; een gedenkteken voor de afgeslachte burgers en voor hen die rouwden om de doden. Sjostakovitsj zoon, Maxim, merkte in 1981 op dat de symfonie gecomponeerd was onder invloed van de actuele gebeurtenissen maar hij voegde daar ook aan toe dat zijn vader nooit programmatische muziek in de meest realistische vorm schreef. Zijn programma’s waren ideëel. Hij componeerde niet voor een specifieke oorlog of revolutie maar over oorlog en revolutie in algemene zin. Het is zeker voorstelbaar dat Sjostakovitsj soms maar toegaf aan de interpretatie van een journalist om ‘ervanaf te zijn’ en geen zin of behoefte had weer in de pen te moeten klimmen om iets te nuanceren of te weerleggen. Dat was tijdverspilling en weerhield hem van componeren.

## Analyse, vorm
De symfonie is gecomponeerd in de conventionele vorm van 4 delen. De tempoaanduidingen zijn als volgt:
- 1. Allegretto;
- 2. Moderato (poco allegretto);
- 3. Adagio en
- 4. Allegro non troppo.

Het bekendste deel van de symfonie speelt in het eerste deel. Na een opening in een strak tempo met een opgewekt thema waar alle strijkers aan meedoen wordt dit thema geëchood door de blazers. Nadien volgt een langzamere sectie waarin de fluiten en de strijkers elkaar wat toespelen. Dit zijn de voorbereidingen naar het notoire gedeelte waar de kleine trommel vanaf maat 149 een persistent militair ritme aanslaat in een constant crescendo gedurende meer dan 300 maten daarna.
Deze ‘mars’ bevat enkele te herkennen fragmenten uit andere werken:
1. een pastiche gebaseerd op de aria ‘Da geh’ ich zu Maxim’, uit Franz Lehár’s operette Die lustige Witwe;
2. een thema uit Sjostakovitsj' eigen opera, Lady Macbeth uit het district Mtsensk;

Daarnaast vond De Britse musicoloog Ian MacDonald een verband tussen van zes aflopende noten in de zevende maat en de derde maat van Deutschland über Alles.
Het orkest speelt twaalf keer in steeds wisselende samenstellingen van instrumenten het thema naast het roffeltje van de kleine trommel mee én er worden steeds instrumenten toegevoegd zodat het weefsel dikker en luider wordt. Het is vergelijkbaar met de manier waarop Maurice Ravel zijn compositie Boléro uit 1928 opgebouwd heeft, maar dat werk was in 1941 nog niet zo bekend als nu. Elke herhaling wordt van elkaar gescheiden door een refrein van tien noten, verdeeld in twee frases van vijf noten: dum-dum-de.dum-dum / dum-dum-de.dum-dum. De twaalf herhalingen gaan als volgt:
- 1. pizzicatostrijkers voor het thema en het refrein;
- 2. solo fluit (thema); daarna pizzicatostrijkers (refrein);
- 3. fluit én piccolo (thema); daarna pizzicatostrijkers (refrein);
- 4. hobo, exact gevolgd door de fagot (thema); pizzicatostrijkers (thema) waaronder een ritme van pizzicato cello’s en contrabassen;
- 5. gedempte trompet en twee gedempte trombones (thema); pizzicatostrijkers (refrein), begeleid door een ritme van lage pizzicatostrijkers en de piano;
- 6. klarinetten, gevolgd door de hobo en de althobo (thema); pizzicatostrijkers (refrein) ondersteunt door het ritme als bij 5.
- 7. violen (thema); hele strijkersgroep (refrein); de lage houten blaasinstrumenten gaan aan het ritme meedoen;
- 8. violen, altviolen, cello’s, hobo’s en klarinetten (thema); strijkers, hoorns en lage houten blaasinstrumenten (refrein); pauken en lage koperinstrumenten worden aan het ritme toegevoegd;
- 9. hoorns, lage strijkers en lage houten blaasinstrumenten (thema); gehele strijkersgroep, lage houten blaasinstrumenten, trompetten, trombones en tuba (refrein); het ritme verplaatst zich naar de violen, de hoge houtblazers en de xylofoon;
- 10. drie trompetten en 2 trombones (thema); complete strijkersgroep, de lage hout- én koperen blazers (refrein); daarbovenuit blazen de hoorns een afgeleide frase van vijf noten (discant); het ritme wordt een golvende begeleiding van hoge strijkers en blazers gesteund door bekkenslagen en de grote trom; een tweede kleine trommel ondersteunt de eerste bij het militaire ritme;
- 11. violen en hoge houtblazers (thema); strijkers, complete koperblazerssectie en lage houtblazers (refrein); de hoge houtblazers nemen de discant over; bekkens, grote trom en tamboerijn nemen het ritme over en de rest van het orkest produceert een stijgende, dronken makende begeleiding;
- 12. trompetten, trombones en tuba (thema); daarna het refrein met alle koperblazers; de violen en de hoge houtblazers nemen de discant en alle andere instrumenten spelen een simpele afgepaste begeleiding waar uiteindelijk het ritme wordt losgelaten en de grote trom de twee kleine volgt. De discant heeft geprobeerd de hele orde te verstoren en dat lukt in zoverre dat de twaalfde repetitie niet compleet is. De extra koperblazers (drie trompetten en drie trombones) vallen in met een verder ontwikkelde vorm van de discant. Er wordt een derde kleine trom toegevoegd. Na een grandioos crescendo met een klap op de tamtam vallen de kleine trommels ineens stil en begint de recapitulatie in de vorm van een tragische gil op het hoogste volume van het hele orkest. Daarna is een uitgebreide coda nodig om de hele machinerie tot rust te brengen.

## Mythevorming
Op 9 augustus 1942 ging de zevende symfonie in het belegerde Leningrad in première. De leden van het Leningrad Philharmonisch Orkest waren naar Novosibirsk geëvacueerd zodat zij de première in Leningrad niet konden verzorgen. Karl Eliasberg dirigeerde een orkest van 15 leden van het plaatselijke radio-orkest aangevuld met musici die op dat moment aan het front vochten en voor de gelegenheid vrij werden gesteld. Musici kregen extra te eten om de uitvoering fysiek te kunnen opbrengen. De partituur werd met een speciaal vliegtuig naar de belegerde stad gevlogen. Op de dag van het concert startten de nazi’s een offensief op de stad met een intensief bombardement. Met de legerleiding van het Rode Leger werd afgesproken dat het afweergeschut gedurende het concert niet zou worden gebruikt.
Een toehoorder schreef twee dagen later in de plaatselijke krant – de Leningradskaya Pravda – dat het concert ‘stormachtig en gepassioneerd [was], alsof er een ceremonie plaatsvond, groots, gedragen – net als tijdens een nationale feestdag’. Het toenmalige hoofd van de Leningradse Componistenbond – Valerian Bogdanov-Berezovski – schreef in zijn dagboek: ‘onder het publiek bevonden zich bijna alle vertegenwoordigers van het muzikale leven in onze belegerde stad! Componisten, conservatoriumleraren, artiesten! Vele soldaten, met hun automatische wapens direct van het front! Men kan niet zeggen dat de symfonie indruk maakte. Het is geen ‘indruk’, maar een onthutsende ervaring! Dit werd niet alleen door de toehoorders zo ervaren maar ook door de musici die hun noten lazen en beleefden alsof ze een levende samenvatting van zichzelf lazen!’ Omdat het concert via de radio werd uitgezonden en er langs de loopgraven grote luidsprekers stonden opgesteld, werd beweerd dat zelfs de nazi’s de uitvoering konden horen.
De symfonie begon een ware triomftocht over de wereld. Niet alleen werd zij veelvuldig in Rusland uitgevoerd maar ook in de Verenigde Staten beleefde zij 60 uitvoeringen in korte tijd en ook in Europese steden op het vasteland werd zij na het verdrijven van de nazi’s vele malen uitgevoerd. In Berlijn werd de symfonie in de winter van 1946/7 door de Berliner Philharmoniker onder leiding van Sergiu Celibidache ten gehore gebracht. Overal werd het werk met groot enthousiasme ontvangen en de symfonie werd vergeleken met Beethovens 3de symfonie. Er werd een verband gelegd tussen de boodschap die men in de symfonie meende te horen met de strijd van het Russische volk tegen de fascistische overvallers.
Dat was ook de officiële koers van de Sovjets die de socialistisch-realistische boodschap uitdroegen. De omstandigheden waaronder de symfonie werd gecomponeerd werd gefalsificeerd en er werd een programma aan toegevoegd dat niet van Sjostakovitsj was. Het werk zou geheel in Leningrad gecomponeerd zijn, in het eerste deel weerklonk de invasie van de nazitroepen en in het laatste deel de grote (aanstaande) triomf van het Russische volk en leger aan het einde van de Grote Vaderlandse Oorlog.
Vanaf 1950 werd het werk echter steeds minder uitgevoerd en Andrej Zjdanov, Stalins eerste cultuurpoliticus, bracht het werk in diskrediet door op te merken dat het werk optimisme ontbeerde. Sjostakovitsj werd aangevallen omdat hij er niet in geslaagd was de agressie van de nazitroepen in het eerste deel te beantwoorden met voldoende heroïsche muziek voor het Rode Leger in het laatste deel. Gedurende de Koude Oorlog werd Sjostakovitsj werk, en daarbij hoorde zeker de zevende symfonie, weggezet als ‘door Stalin bestelde muziek’. Deze visie bleef zeker tot het eind van de jaren 1970 gelden tot het moment dat Solomon Volkov een biografie over Sjostakovitsj publiceerde: Getuigenis (Свидетельство). Daarin werd Sjostakovitsj als een fel tegenstander van het Stalinregime en diens bureaucratie neergezet. Deze memoires werden zowel in west als oost als vervalsingen geïnterpreteerd en er werd beweerd dat Volkov nooit met Sjostakovitsj had gesproken (wat niet waar is). Natuurlijk was genoegzaam bekend dat Sjostakovitsj door het Stalin-regime veelvuldig was tegengewerkt maar hij was toch een fantastisch propagandamiddel en had daar vele voordelen van? Hij was toch niet voor niets de gelauwerde sociaal realist? De culturele dooi, die vooral onder Michail Gorbatsjov inzette, leidde tot een herwaardering en herinterpretatie van Sjostakovitsj werk. Musicologen zagen in hem nu een criticus van het politieke systeem. Het einde van het communisme betekende in musicologische kringen dat vanaf 1990 naar boodschappen in Sjostakovitsj muziek werd gezocht die het gehele regime bekritiseerde.
De Britse musicoloog Ian MacDonald probeerde in zijn biografie over de componist in allerlei composities ‘gecodeerde boodschappen [te vinden] aangaande verzet tegen de communistische tirannie’. De memoires van Volkov werden later genuanceerder beoordeeld en gerehabiliteerd omdat vele vrienden, musici en dirigenten onderdelen van Getuigenis bevestigden. Daarmee kwam Sjostakovitsj in de rijen van verzetsstrijders terecht. Volgens Volkov was dit ook weer incorrect. In een interview in 1995 stelde hij dat ‘iedereen nu Sjostakovitsj als een verzetsheld ziet en dat is even onjuist als hem neer te zetten als een communistische stroman’. Genuanceerder is vermoedelijk het beeld dat Sjostakovitsj altijd de kant van de onderdrukten steunde. Niet per se met woorden, wel met muziek, al dan niet cryptisch verpakt. Het probleem van de interpretatie van het werk wordt ook veroorzaakt door verschillende uitvoeringen van vele dirigenten. De eerste uitvoering buiten de Sovjet-Unie, gedirigeerd door Arturo Toscanini, beantwoordde volgens hem aan het verzoek om een ‘heroïsche oorlogssymfonie’; de bombast, het militarisme en het vulgaire worden onderstreept. ‘Alles is verkeerd aan die gedachte’, was Sjostakovitsj opmerking. De interpretaties van de symfonie liggen tussen gevoelloos en overdreven melodramatisch, van een vlotte aanpak tot een dodelijk trieste. Moderne opnames bewijzen, qua timing, deze verschillen gedeeltelijk: Bernard Haitink met het London Philharmonic Orchestra in de jaren 1980: 80 minuten; Vladimir Asjkenazi met het Leningrad’s Philharmonisch orkest in de jaren 1990: 70 minuten; Leonard Bernstein met het Chicago Symphony Orchestra in de jaren 1980: 85 minuten (met een onwaarschijnlijk langzaam eerste deel: bijna 32 minuten), waarbij de opname van Neeme Järvi met het Royal Scottish National Orchestra uit de jaren 1980 met 69 minuten wel een van de snelste is, het eerste deel van die opname wordt in 25,5 minuten ‘genomen’. Een opname onder Mravinski met het Leningrads Philharmonisch Orkest uit 1953 klokt op 73 minuten. De uitvoeringen van Jevgeni Mravinski noemde Sjostakovitsj ‘ideaal’.

## Recensies, ontvangst
In de Sovjet-Unie was de waardering van het werk zeer positief. Vooral nadat de invloedrijke en door Stalin hogelijk gewaardeerde schrijver en journalist Aleksej Tolstoj een gloedvolle beoordeling van het werk had gegeven. Tolstoj’s interpretatie van de boodschappen in de symfonie kwam overeen met wat Stalin wilde horen en dempte zijn altijd achterdochtige gevoelens ten aanzien van spontane positieve massabijeenkomsten zoals symfonieconcerten. De positieve reacties in het Westen op de symfonie werden door Stalins propaganda-apparaat gebruikt om aan te tonen dat de Sovjets niet alleen goddeloze barbaren waren maar zich ook ‘beschaafd’ door middel van muziek konden uitdrukken. Stalin accordeerde de propagandacampagnes die de symfonie vergezelden en het werk werd door de gehele Sovjet-Unie gespeeld. Op ieder concert huilden mensen en deze emoties werden uitgemolken. Dat mensen letterlijk al tijdens de laatste maten onder donderende applaus op de stoelen stonden werd wereldnieuws.
In het Westen was Sjostakovitsj voor de Tweede Wereldoorlog geen onbekende en gold als angry young man. De zevende symfonie werd er geïnterpreteerd als een uiting van de Russische gevechtsmentaliteit. Veel collega-componisten waren echter zeer teleurgesteld in de kwaliteiten van het werk. Men zag het als ongevoelig, weinig subtiel, eendimensionaal en overdreven dramatisch. De componist Virgil Thomson stelde dat het werk ‘vermoedelijk voor de dommekrachten, de niet zo muzikale en snel afgeleide personen is geschreven’ (New York Herald Tribune, 18 oktober 1942). Sergej Rachmaninov’s eerste verbale reactie nadat hij de uitvoering van Toscanini over de radio had gehoord schijnt ‘iemand een kopje thee?’ te zijn geweest (Volkov: Sjostakovitsj en Stalin). Béla Bartók vond het noodzakelijk het ‘invasiethema’ uit het eerste deel in zijn Concert voor Orkest te parodiëren. Ondanks deze grimmige reacties van personen die het ‘konden weten’, deed het niets af aan de populariteit van het werk. De public relations-machine van de VS liep net zo gesmeerd als die in de Sovjet-Unie. Het werd een symbool van de gezamenlijke Geallieerde inspanning tegen de nazi’s.

## Afname van waardering
Toen eenmaal de nieuwigheid van het werk verdwenen was, verdween het werk van het repertoire. Tegenstanders van Sjostakovitsj noemden de symfonie ‘gelegenheidsmuziek’ en een minder geslaagde voorloper van zijn verondersteld pacifistische en anti-Sovjet symfonie nr.8. Cynici stelden dat de beste muziek in de zevende symfonie voor de Duitsers was gereserveerd en dit werd min of meer de officiële beoordeling van het werk. Pas aan het eind van de jaren 1970 werd een neutrale evaluatie van het werk mogelijk. Tot ver in de jaren 1960 werd Sjostakovitsj ook op conservatoria neergezet als een volksvijandige formalist die de socialistisch realistische zaak onvoldoende steunde. Studenten konden zo met geen mogelijkheid zijn werken kritisch beoordelen. Ondanks de flinke kritiek op de inhoud van Volkov’s boek Getuigenis – men wist hem niet te plaatsen en vroeg zich af of hij een stapelaar van eerder gepubliceerd materiaal; een vertaler en herinterpreteur van allerlei door derden gehouden interviews met Sjostakovitsj was of een opdringerige vlo die de componist woorden in zijn mond legde – zorgde de inhoud voor een herevaluatie van Sjostakovitsj werk en gedachtegoed. Dit hield ook in dat de nieuwe generaties met andere ogen en oren naar de zevende symfonie kon worden gekeken en geluisterd. Uiteindelijk sloot Sjostakovitsj zoon zich in grote lijnen aan wat betreft de inhoud van Getuigenis en hielp daarmee de zevende in positieve zin. Sinds het begin van de jaren 1980 en mogelijk ook door de opkomst van de cd zijn meer dan voldoende vergelijkbare registraties van de symfonie verschenen. In het algemeen hebben ook de inspanningen van Bernard Haitink, het Koninklijk Concertgebouworkest, het London Philharmonic Orchestra en platenmaatschappij Decca in Nederland bijgedragen aan een herwaardering van Sjostakovitsj werk en vanzelfsprekend zijn zevende symfonie door de opname van al zijn symfonieën, begeleid door uitvoering van enkele daarvan op de concertpodia. Doordat meerdere dirigenten en labels zich om de zevende bekommer(d)en, is door verschillende interpretaties een beoordeling mogelijk van alles wat in dit artikel wordt beschreven.

## Noot
Het Sint-Petersburgs Filharmonisch Orkest (Russisch: оркестр Санкт-Петербургской филармонии) heette vanaf 1917 eerst ‘Staats Philharmonisch Orkest van Petrograd’, vanaf 1921 Leningrad Philharmonisch Orkest en vanaf 1991 Sint-Petersburgs Filharmonisch Orkest.